# Női 10 méteres szinkronugrás a 2009-es úszó-világbajnokságon
A női 10 méteres szinkronugrást a 2009-es úszó-világbajnokságon július 19-én rendezték meg. Egy napon volt a selejtező és a döntő.

## Érmesek
| Arany                            | Ezüst                                                             | Bronz                                            |
| Kína · Csen Zso-lin · Vang Hszin | Amerikai Egyesült Államok · Mary Beth Dunnichay · Haley Ishimatsu | Malajzia · Leong Mun Yee · Pandelela Rinong Pamg |

## Eredmények
Zölddel kiemelve a döntőbe jutottak
| Helyezés  | Ugró                                        | Nemzetiség | Selejtező | Selejtező | Döntő     | Döntő    |
| Helyezés  | Ugró                                        | Nemzetiség | Pont      | Helyezés  | Pont      | Helyezés |
| --------- | ------------------------------------------- | ---------- | --------- | --------- | --------- | -------- |
| Aranyérem | Csen Zso-lin Vang Hszin                     | CHN        | 341.82    | 1         | 369.18    | 1        |
| Ezüstérem | Mary Beth Dunnichay Haley Ishimatsu         | USA        | 313.02    | 4         | 324.66    | 2        |
| Bronzérem | Leong Mun Yee Pandelela Rinong Pamg         | MAS        | 316.50    | 3         | 321.66    | 3        |
| 4         | Meaghan Benfeito Roseline Filion            | CAN        | 317.10    | 2         | 321.39    | 4        |
| 5         | Briony Cole Melissa Wu                      | AUS        | 308.52    | 5         | 320.58    | 5        |
| 6         | Monique Gladding Megan Sylvester            | GBR        | 299.16    | 7         | 306.90    | 6        |
| 7         | Claire Febvay Audrey Labeau                 | FRA        | 297.42    | 8         | 299.28    | 7        |
| 8         | Josephine Moller Nora Subschinski           | GER        | 307.98    | 6         | 299.22    | 8        |
| 9         | Paola Espinosa Laura Sánchez Soto           | MEX        | 283.08    | 12        | 297.00    | 9        |
| 10        | Valentina Marocchi Brenda Spaziani          | ITA        | 292.11    | 9         | 293.88    | 10       |
| 11        | Natalja Goncsarova Julija Koltunova         | RUS        | 287.16    | 11        | 292.56    | 11       |
| 12        | Yaima Rosario Mena Pena Annia Rivera Robira | CUB        | 291.00    | 10        | 281.34    | 12       |
| 16.5      | H09.5                                       |            |           |           | 00:55.635 | O        |
| 13        | Mara Elena Aiacoboae Corina Popovici        | ROU        | 245.46    | 13        |           |          |
| 14        | Kormos Villő Reisinger Zsófia               | HUN        | 241.11    | 14        |           |          |